# Torsionsgarbe
Eine Torsionsgarbe ist im mathematischen Teilgebiet der Garbentheorie eine Garbe abelscher Gruppen auf einem Situs, deren Schnitte über jedem Objekt jeweils Torsionsgruppen sind.